# Olejníkov
Olejníkov (węg. Olajpatak, niem. Holenitz) – wieś (obec) na Słowacji, w kraju preszowskim, w powiecie Sabinov. Pierwsza pisemna wzmianka o miejscowości pochodzi z roku 1454.